# Die drei Zitronen

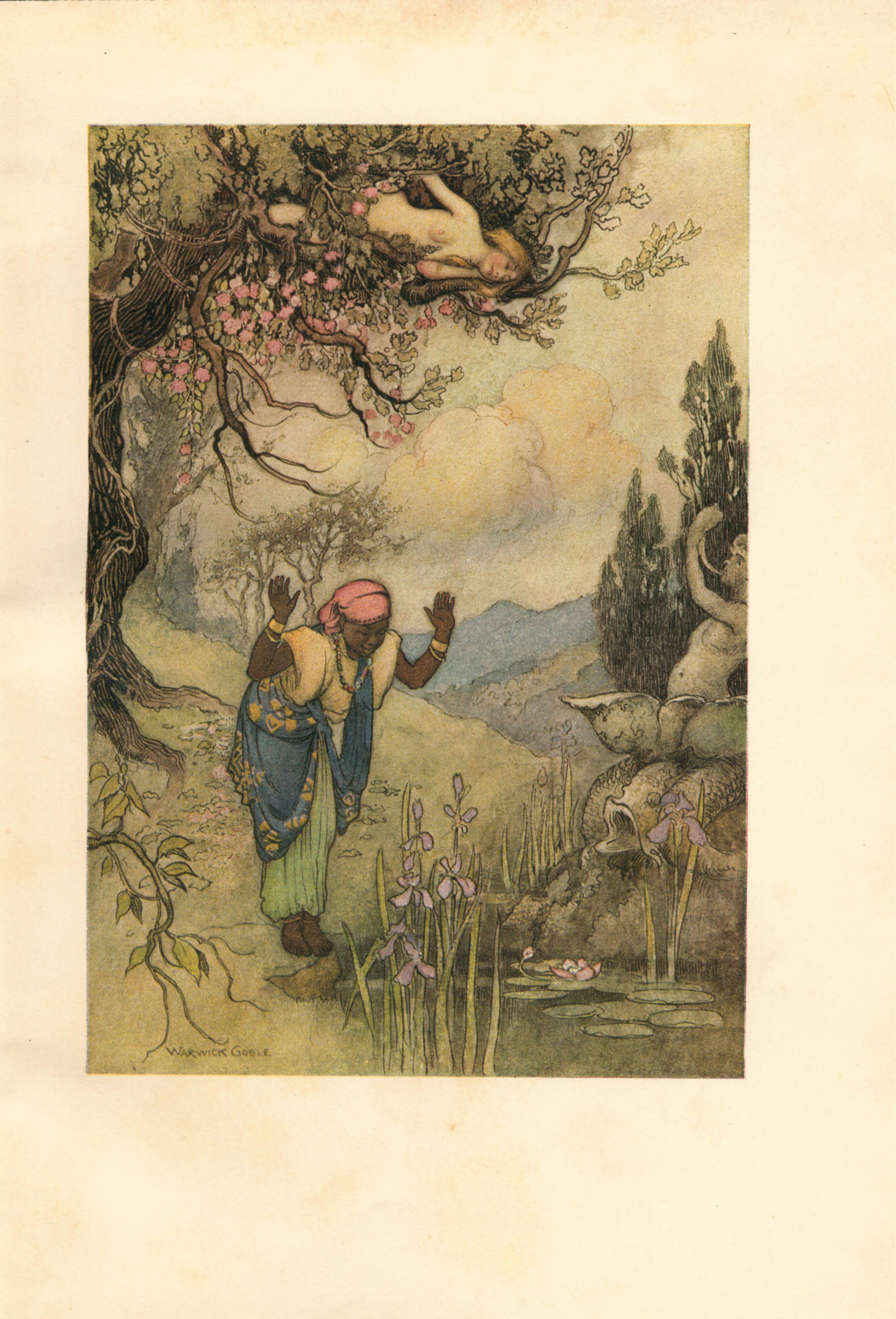
Illustration von Warwick Goble, 1911

Die drei Zitronen (neapolitanisches Original: Le tre cetra) ist ein Märchen (AaTh 408). Es steht in Giambattista Basiles Sammlung Pentameron als neunte Erzählung des fünften Tages (V,9).

## Inhalt
Ein Prinz will zum Kummer des Vaters nie heiraten. Doch einmal schneidet er sich in den Finger, Blut tropft auf weißen Ricottakäse, da sucht er eine Frau, die so aussieht. In Frankreich muss er seine Diener zurücklassen, schifft über Gibraltar nach Indien. Zwei alte Frauen schicken ihn weg, bevor ihre drei Söhne und drei Töchter ihn fräßen. Die dritte gibt ihm drei Zitronen, die er aufschneiden soll, der erscheinenden Fee soll er sofort Wasser geben. Zweimal ist er zu langsam, mit der dritten hat er die Geliebte im Arm. Er versteckt sie in einer Eiche, reitet voraus und holt Kleider. Eine Mohrin, die am Brunnen Wasser holt, hält das Spiegelbild erst für ihres. Sie sticht die Fee in den Kopf, die als Taube entfliegt, und belügt den Prinzen, sie sei die verwandelte Fee. Bei den Hochzeitsvorbereitungen hört der Koch die Taube singen, kocht sie auf Befehl der Mohrin, doch aus den Federn wächst ein Baum mit drei Zitronen, worin der Prinz die Fee wiederfindet. Die Böse wird nach eigenem Urteil verbrannt.

## Bemerkungen

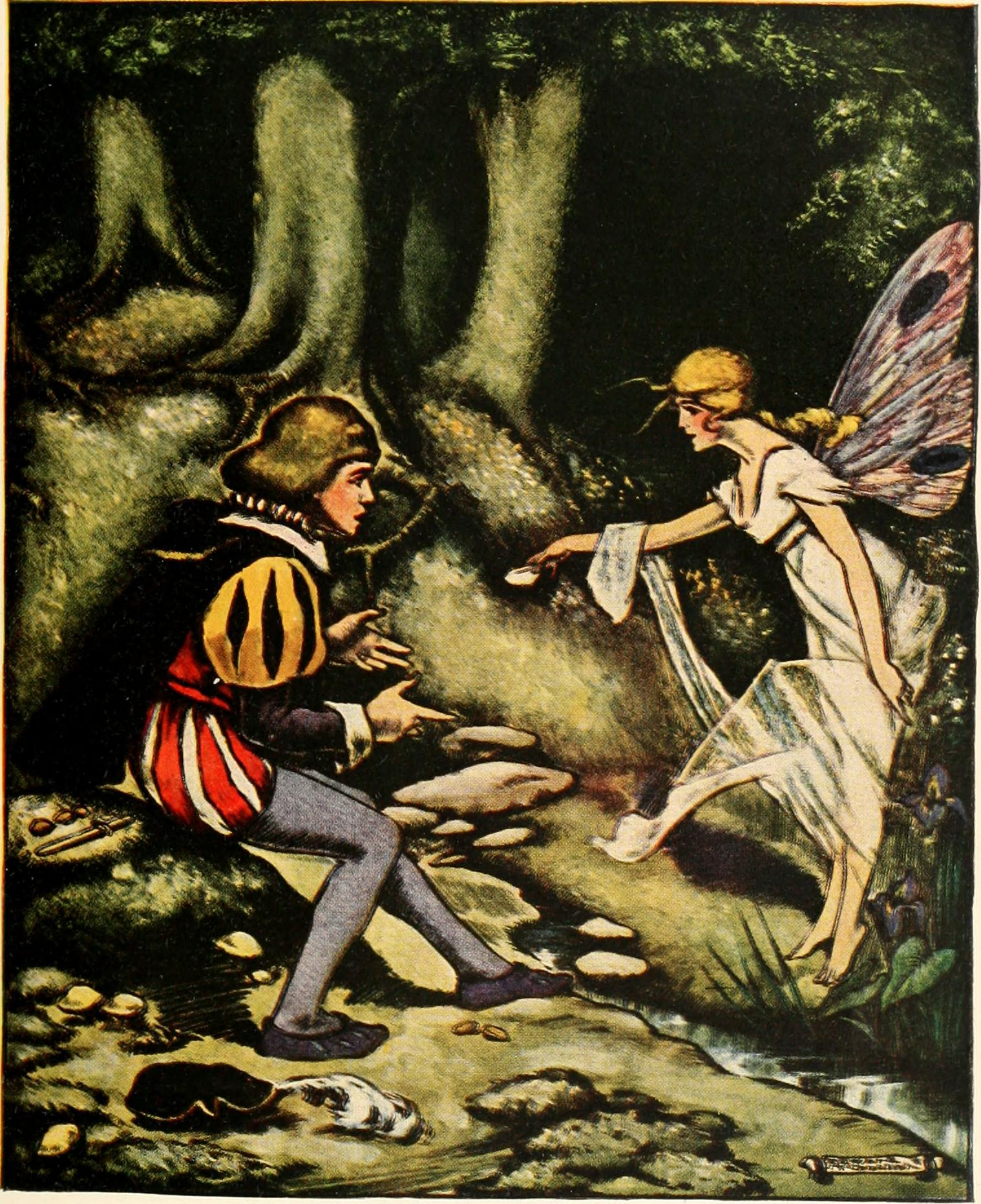
Illustration von Edward Gerstell McCandlish, 1920

Das Märchen bereitet die folgende Entlarvung der Betrügerin in der Rahmenhandlung des Pentameron vor. Vgl. zur Farbmotivik Basiles IV,9 Der Rabe, sonst V,4 Der goldene Stamm. Er kontrastiert mehrfach weiße Unschuld und listigen „Schwarzarsch“, die in gebrochenem Italienisch denkt, „so schön sein und Herrin sie schicken Wasser holen“, sich wie Narziss in ihr vermeintliches Spiegelbild verliebt und den Krug zerbricht. Die Eltern sehen bestürzt, wie ihr Sohn eine „weiße Taube“ gesucht und „eine schwarze Krähe aufgeladen“ hat. Das Lied der Taube lautet: „Du Koch, du Koch in der Küche drin, schau: Was macht der König mit der Sarazenenfrau?“. Die Farben Weiß und Rot parodieren in verbreiteter Weise das Hohelied (Hld 1,1 ), in Eschenbachs Parzival fällt Blut auf Schnee. In Kletkes Märchensaal erschien 1845 Die drei Citronen (Nr. 21). Cirese/Serafini nennen 58 moderne italienische Varianten in Tradizioni orali non cantate.

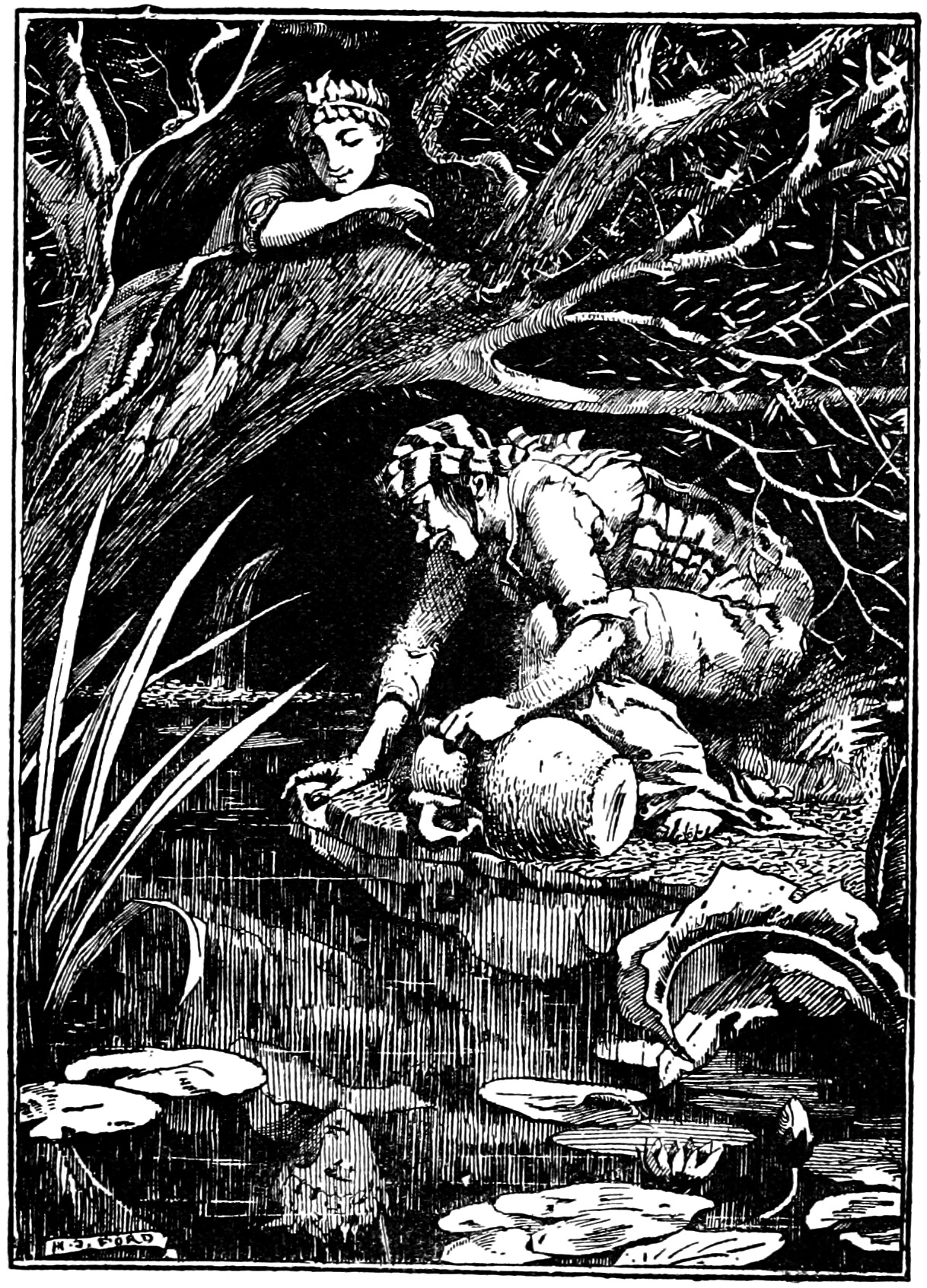
Illustration von Henry Justice Ford, 1890 zu Charles Deulins Märchen Désiré d'Amour

Walter Scherf zufolge ist das Märchen reichhaltig in europäischen Fassungen vertreten, oft kommt die Besessenheit des Prinzen vom Fluch einer alten Frau, die er beim Kochen störte (vgl. Basiles II,7 Die Taube). Auf Deutsch kenne man es nur durch Zingerles Vom reichen Grafensohne und Schnellers Die Liebe der drei Pomeranzen, die vielleicht von Gozzis Theaterstück abhängen. Eine kindgerechte Fassung ist Die Jungfrau aus der Orange in Sandmännchens Reise durchs Märchenland. Vgl. in Grimms Märchen zur falschen Braut Nr. 13 Die drei Männlein im Walde, Nr. 135 Die weiße und die schwarze Braut, zu den Farben Nr. 47 Von dem Machandelboom, Nr. 53 Schneewittchen, zur Taube auch Nr. 88 Das singende springende Löweneckerchen, Basiles II,5 Die Schlange. Siehe auch die symbolische Bedeutung der Zahl Drei in den Märchen.
Es handelt sich um den ältesten Beleg des besonders im Mittelmeerraum häufigen Märchentyps AaTh 408, Subtyp A, der sehr stabil über Balkan und Kaukasus bis Persien vorkommt, in Spanien und Südamerika nur Subtyp B, im Norden selten. Er beginnt oft mit Fernliebe durch den Fluch einer alten Frau. Die erneute Baumgeburt am Ende ist selten. Es sind poetische Märchen mit erotischen Bildern, plastischen Szenen. Formelhafte Reden, oft Verse sind fester Bestandteil. Anklänge hat Lorenzo Lippis Malmantile racquistato (7,27 – 105; 1676). Das französische Feenmärchen Incarnat, blanc et noir (anonym, 1718) hat ein sonst indischen Varianten eigenes Schlussmotiv. Božena Němcová rezipierte die Version der ersten slowakischen Märchensammlung, 1845. Agustín Durán schrieb Legenda de las tres toronjas del vergel de amor, 1856. Einzelmotive sind älter, etwa Paradiesfrüchte im indischen Rāmāyana und arabischen Beschreibungen der Wāq-wāq-Inseln bei al-Masʿūdī und Ibn al-Wardī, chinesische Märchen vom Schneckenmädchen, die mehrfache Wiedergeburt im ägyptischen Brüdermärchen (AaTh 318). Carlo Gozzis Theatermärchen L‘amore delle tre melarance (1761) und Sergej Prokof‘evs Oper Ljubov‘ k trëm apel‘sinam (1921) gehören nicht zu Basiles Traditionsstrang.

## Theater
- L'amore delle tre melarance, Komödie von Carlo Gozzi (UA 1761)
- Ljubow k trjom apelsinam, Oper von Sergei Sergejewitsch Prokofjew (UA 1921)